# SG (cigarette)
Pour les articles homonymes, voir SG.
 (avril 2014).
Si vous disposez d'ouvrages ou d'articles de référence ou si vous connaissez des sites web de qualité traitant du thème abordé ici, merci de compléter l'article en donnant les références utiles à sa vérifiabilité et en les liant à la section « Notes et références ».

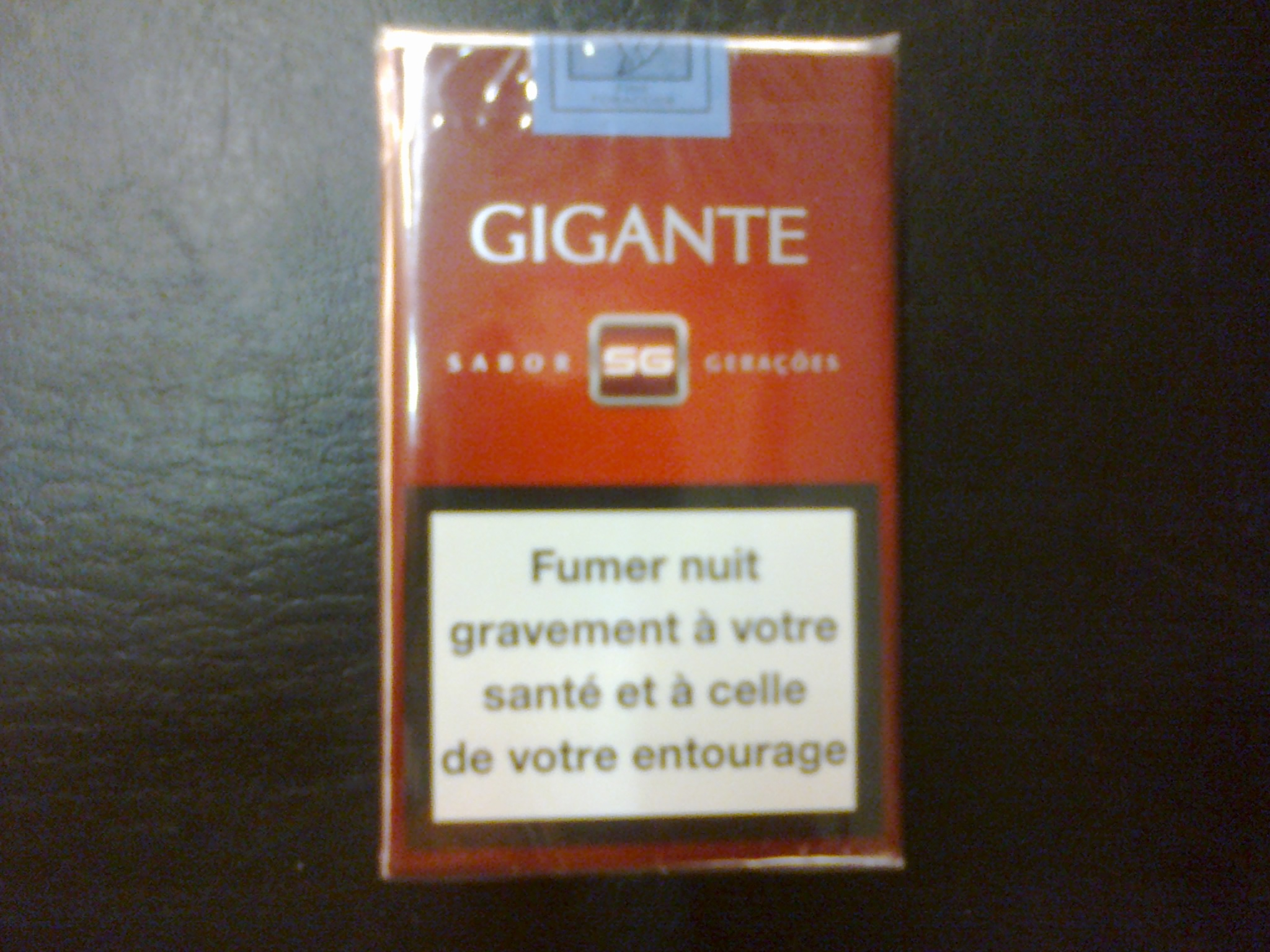

SG est une marque de cigarettes portugaise, elle appartient au groupe producteur de tabac portugais Tabaqueira, qui fait partie du groupe américain Altria, antérieurement nommé Philip Morris International.
SG signifie Sociedade Geral (société générale), et plus récemment sa campagne de makerting a utilisé les lettres pour créer le slogan "Sabor de Gerações" (saveur de générations). C'est la 2e marque de tabac la plus vendue au Portugal.
Elle propose divers produits :
- SG Ventil
- SG Filtro
- SG Gigante
- SG Azul
- SG Slims
- SG Mentol
- SG Masters
- SG Pack